# Lucky Louie
Lucky Louie è una sitcom statunitense ideata da Louis C.K. e trasmessa per un'unica stagione da HBO nel 2006.
Oltre ad essere l'ideatore, lo sceneggiatore ed il produttore esecutivo della serie, C.K. interpreta il protagonista Louie, un meccanico part-time. La serie ruota attorno alla vita di Louie, marito di Kim, interpretata da Pamela Adlon, e padre di Lucy, la loro figlia di quattro anni.
Nel Canada, Lucky Louie è stato trasmesso dai canali Movie Central, The Movie Network e The Comedy Network.

## Trama
La serie ruota attorno alla vita di Louie, che vive con la moglie Kim e la figlia di quattro anni Lucy. Louie ha un lavoro part-time come meccanico in un negozio di proprietà del suo amico Mike. Kim è un'infermiera a tempo pieno in un ospedale ed è la capofamiglia.

## Episodi
| Stagione       | Episodi | Prima TV USA |
| -------------- | ------- | ------------ |
| Prima stagione | 13      | 2006         |

## Produzione
HBO ha commissionato la realizzazione di 12 episodi, andati in onda durante l'estate del 2006. In aggiunta, sono stati richieste otto sceneggiature per una seconda stagione. Tuttavia, nel settembre del 2006, HBO ha annunciato la cancellazione della serie. L'ideatore Louis C.K. ha affermato che la cancellazione non è dovuta principalmente agli ascolti, e che lo show ha ottenuto ascolti più alti della serie Deadwood.
Lucky Louie è, a prima vista, una classica situation comedy ispirata agli show di Norman Lear. Diversamente da molte delle sitcom dell'epoca, è girata con un sistema a tre telecamere davanti a un pubblico in studio dal vivo, senza l'uso di risate artificiali, similmente alle classiche sitcom degli anni settanta come Arcibaldo. Inoltre la serie, andando in onda su HBO, canale che non impone un filtro dei contenuti, tratta tematiche serie come il sesso e il razzismo, e si serve del turpiloquio e di scene di nudo.
Il cast di Lucky Louie include molti interpreti noti soprattutto per i loro spettacoli di stand-up comedy, come Jim Norton, Laura Kightlinger, Nick DiPaolo, Todd Barry e Rick Shapiro.

## Controversie
Nell'agosto del 2006, durante la messa in onda della sitcom, Bill Donohue, presidente dell'organizzazione statunitense Catholic League for Religious and Civil Rights (Lega Cattolica per i diritti religiosi e civili), ha emesso un comunicato stampa riguardo a Lucky Louie, definendo la serie «barbarica». Il comunicato fornisce un elenco puntato dei contenuti dello show che l'organizzazione ritiene osceni, tra i dieci episodi che erano stati trasmessi fino a quel momento. Nel gennaio del 2007, Louis C.K. è stato ospite nello studio del programma radiofonico Opie & Anthony. In quell'occasione Donohue è intervenuto nel programma con una telefonata, e C.K. ha iniziato con lui una conversazione relativa ai suoi commenti su Lucky Louie. C.K. ha contestato il comunicato stampa di Donohue, e ha accusato quest'ultimo di aver travisato la sitcom togliendo le cose dal loro contesto. Donohue ha ammesso che, sebbene il comunicato stampa porti il suo nome, non ha mai visto un episodio della serie.